# Christoph Sonnleithner
Christoph Sonnleithner, född 28 maj 1734 i Szeged, Ungern, död 25 december 1786 i Wien, var en österrikisk jurist och tonsättare. Han var far till Ignaz von Sonnleithner, Joseph Ferdinand Sonnleithner och Anna Grillparzer. Sonnleithner var vän med Joseph Haydn. Han skrev 36 stråkkvartetter, flera symfonier och kyrkomusik.